# Philotheca cuticularis
Philotheca cuticularis är en vinruteväxtart som beskrevs av Paul G. Wilson. Philotheca cuticularis ingår i släktet Philotheca och familjen vinruteväxter. Inga underarter finns listade i Catalogue of Life.